# مرجان‌های شاخی‌محور
مرجان‌های شاخی‌محور (نام علمی: Holaxonia) نام یک زیرراسته از راسته مرجان نرم است.